# Linnanpuisto
Le parc du château (finnois : Linnanpuisto) est un parc de Turku en Finlande.

## Présentation
Le parc du château de Turku à une superficie de 2,6 hectares.
Il existe depuis longtemps diverses plantations ressemblant à des parcs dans la zone du parc du château. 
La première allée d'arbres fut plantée le long de Linnankatu, qui jouxte le parc, dès 1637. Lorsque l'allée d'arbres fut renouvelée pour la quatrième fois en 1901, un projet fut élaboré en même temps pour créer un musée en plein air autour le château. 
Le musée en plein air a été ouvert en 1906.
Une fois terminé, le parc s'est avéré d'une taille insuffisante et déjà en 1907, un plan a été élaboré pour agrandir le parc. 
En 1929, le bâtiment principal du manoir De Paakarla a été déplacé du quartier de Perno à Linnanpuisto. 
Dans les années 1930, en raison d'un taux de chômage élevé, le parc a été rénové pour donner du travail en forme de secours d'urgence.
Le château de Turku et le parc environnant ont été gravement endommagés pendant la seconde guerre mondiale. 
Le manoir de Paakarla, qui avait été réinstallé dans le parc, a aussi été détruit. 
Les dégâts causés au parc par la guerre ont été réparés dans les années 1950. 
Depuis les années 1950, Linnanpuisto n'a pas subi de changement significatif.

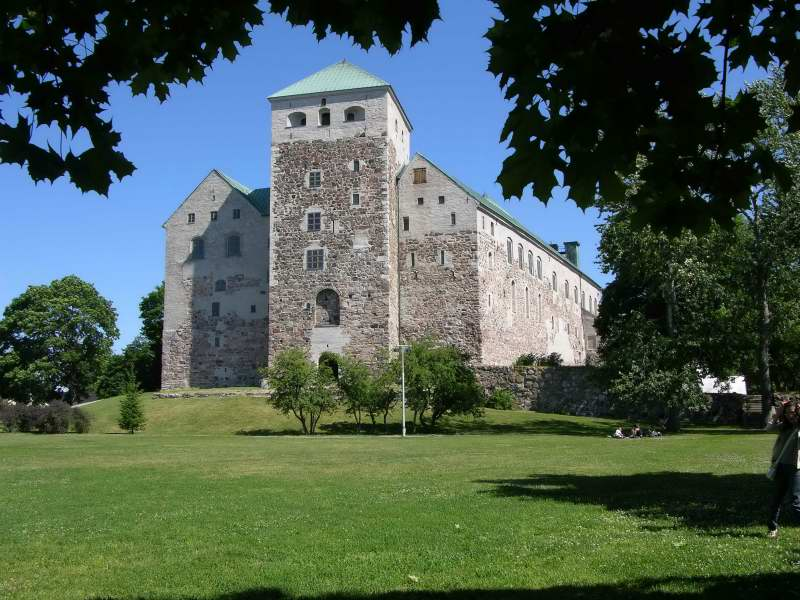
Le château et son parc.